# 北線 (葡萄牙)
北線（葡萄牙語：Linha do Norte）是葡萄牙連接兩大城市首都里斯本和第二大城市波爾圖的鐵路線，全長336.079公里。此線同時通過其他城市，包括希拉自由鎮、聖塔倫、恩特龍卡門圖、蓬巴爾、科英布拉、阿威羅、埃斯皮纽及加亞新城。此線是葡萄牙鐵路網絡的主幹線，每日都運行數百客運和貨運列車。